# Sydney Earle Chaplin
Sydney Earle Chaplin (Beverly Hills, 30 maart 1926 - Rancho Mirage, 3 maart 2009) was een Amerikaans film- en toneelacteur.
Chaplin was de tweede zoon van Charlie Chaplin en diens tweede vrouw, de actrice Lita Grey, en werd vernoemd naar zijn oom Sydney Chaplin.
In 1957 won Chaplin de Tony Award van Beste Acteur in een Musical voor Bells Are Ringing, als tegenspeler van Judy Holliday. Hij werd genomineerd voor een Tony in 1964 voor zijn rol als de gokker Nicky Arnstein, als tegenspeler van Barbra Streisand, in de Broadway-musical Funny Girl.
Hij was driemaal gehuwd. Hij was ook lange tijd eigenaar en manager van  Chaplin's, een bekend restaurant in Palm Springs (Californië).

## Filmografie (selectie)
- Limelight (1952)...als Neville
- Land of the Pharaohs (1955)...als Treneh
- Confession (1955)...als Mike
- Abdullah the Great (1955)...als Ahmed
- Pillars of the Sky (1956)...als Timothy
- Fours Girls in Town (1957)...als Johnny Pryor
- Quantez (1957)...als Gato
- A Countess from Hong Kong (1967)
- Double Face (1969)

## Referentie
Dit artikel of een eerdere versie ervan is een (gedeeltelijke) vertaling van het artikel Sydney Chaplin (actor) op de Engelstalige Wikipedia, dat onder de licentie Creative Commons Naamsvermelding/Gelijk delen valt. Zie de bewerkingsgeschiedenis aldaar.
- Bibsys: 5038279
- Biblioteca Nacional de España: XX1169594
- Bibliothèque nationale de France: cb14685319v (data)
- Gemeinsame Normdatei: 142022683
- International Standard Name Identifier: 0000 0001 1450 9818
- Library of Congress Control Number: n81120321
- MusicBrainz: 881e531d-b458-4fe3-8d2b-3c857012dc36
- Nationale Bibliotheek van Tsjechië: js20090728008
- Nationale Bibliotheek van Israël: 987007447527705171
- Nederlandse Thesaurus van Auteursnamen: 074449044
- Système universitaire de documentation: 060558016
- Virtual International Authority File: 86929373
- WorldCat: E39PBJj8TYMjwbKCR4MW96VXBP